# Filip Kaša
Filip Kaša (* 1. ledna 1994 Ostrava) je český profesionální fotbalista, který hraje na pozici středního obránce za slovenský klub FC DAC 1904 Dunajská Streda. V roce 2021 odehrál také 2 zápasy v dresu české reprezentace.

## Klubová kariéra

### Baník Ostrava
Svoji fotbalovou kariéru začal v FC Baník Ostrava. Nejdříve hrál za mládežnické kategorie a poté se dostal v létě 2012 do A-týmu. V Gambrinus lize debutoval 8. března 2014 v utkání s 1. FK Příbram (remíza 1:1). První ligovou branku vstřelil 5. května 2014 v zápase proti SK Sigma Olomouc (výhra Baníku 3:2).

### Žilina
V červenci 2016 přestoupil na Slovensko do klubu MŠK Žilina. Baník ho pustit nechtěl, kvůli nejednotnosti fotbalových pravidel v ČR a v zahraničí by však mohl přijít o odstupné. Žilina se nakonec s ostravským klubem dohodla na odstupném. V sezóně 2016/17 Fortuna ligy získal se Žilinou titul. S týmem si zahrál ve 2. předkole Ligy mistrů UEFA 2017/18 proti dánskému FC Kodaň. V odvetě v Dánsku na půdě soupeře vstřelil vítězný gól na konečných 2:1, na postup to však nestačilo, neboť Žilina prohrála domácí utkání 1:3.

### Viktoria Plzeň
V létě 2020 přišel Kaša společně s Miroslavem Káčerem do Viktorie Plzeň po uplynutí kontraktu s Žilinou jako volní hráči. Oba fotbalisty si do Viktorky přivedl trenér Adrián Guľa. Kaša stihl během tří sezon ve Viktorce nastřádat osmapadesát zápasů. Zasáhl do kvalifikace jak o Evropskou konferenční ligu, tak do kvalifikace o Ligu mistrů. Byl i u posledního ligového triumfu Plzně v sezoně 2021/2022.

### Dunajská Streda
Filip Kaša po vypršení smlouvy opustil po třech letech plzeňskou Viktorku a zamířil na Slovensko. Upsal se Dunajské Stredě, která rovněž uplatnila opci na Miroslava Káčera.

## Reprezentační kariéra
V roce 2010 odehrál 3 zápasy za českou reprezentaci do 17 let. V letech 2015–2016 odehrál 5 utkání za reprezentaci U20.
V roce 2014 debutoval v dresu české jedenadvacítky.
Trenér Vítězslav Lavička jej v červnu 2017 vzal na Mistrovství Evropy hráčů do 21 let v Polsku.